# 贝特尔多夫
贝特尔多夫是德国莱茵兰-普法尔茨州的一个市镇。总面积3.31平方公里，总人口276人，其中男性138人，女性138人（2011年12月31日），人口密度83人/平方公里。